# Mosquée de la ville de Kota Kinabalu
La mosquée de la ville de Kota Kinabalu, en malaisien Masjid Bandaraya Kota Kinabalu ou Masjid Bandar Kota Kinabalu, est, après la mosquée d'État de Kota Kinabalu, la deuxième principale mosquée de Kota Kinabalu, capitale de l'État de Sabah, en Malaisie.
La mosquée abrite un élevage de poissons.

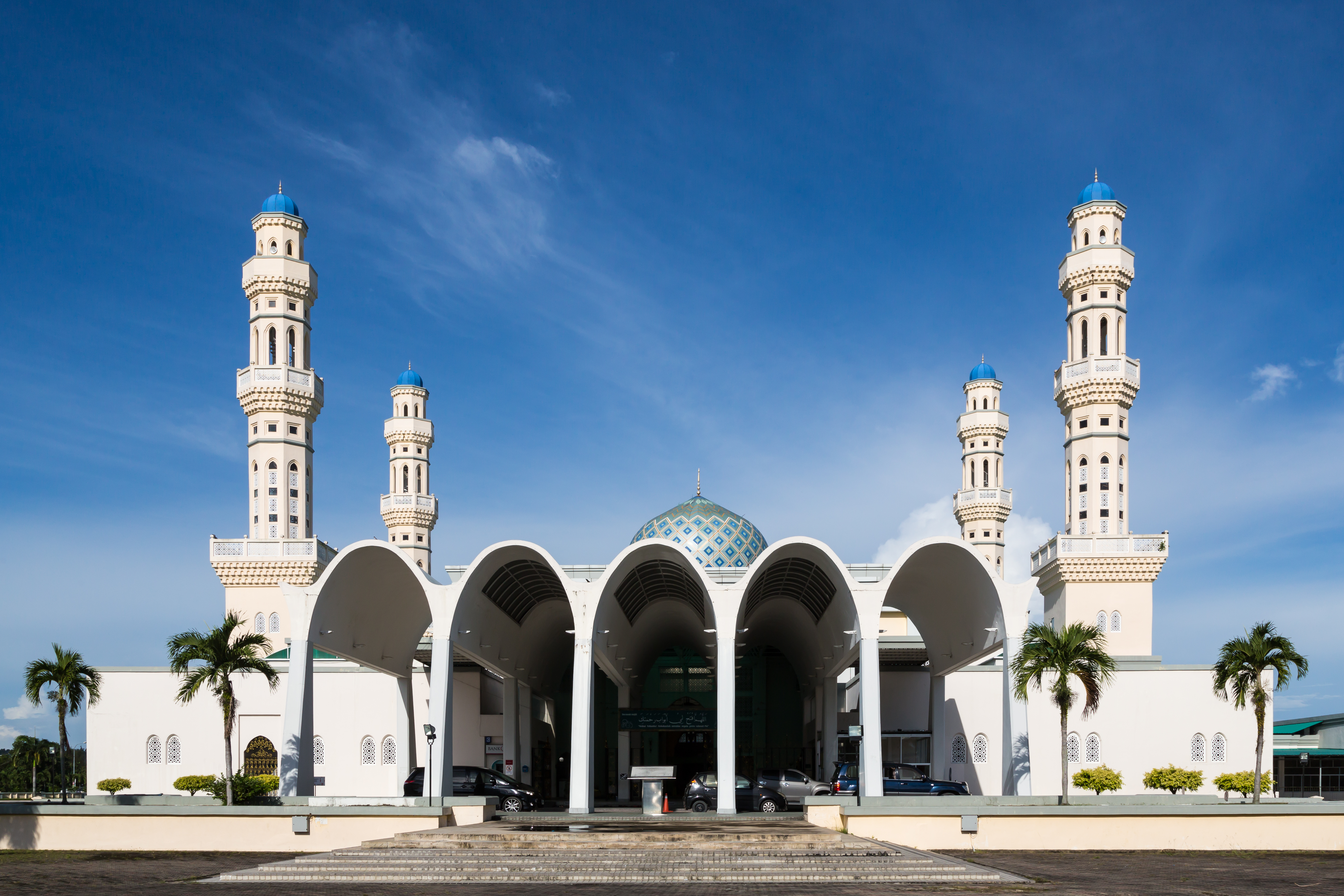
Vue de la façade de la mosquée.
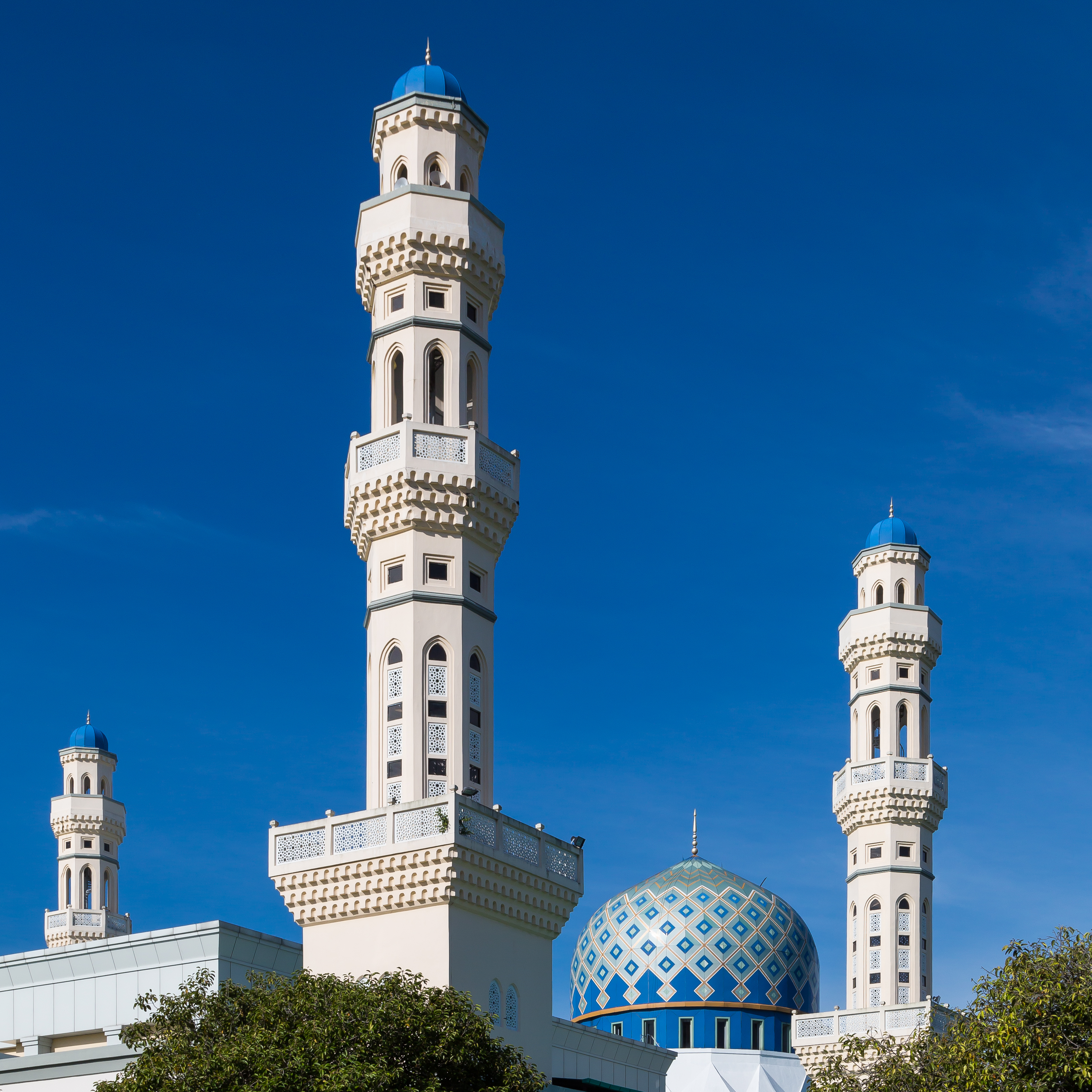
Vue de trois des quatre minarets.
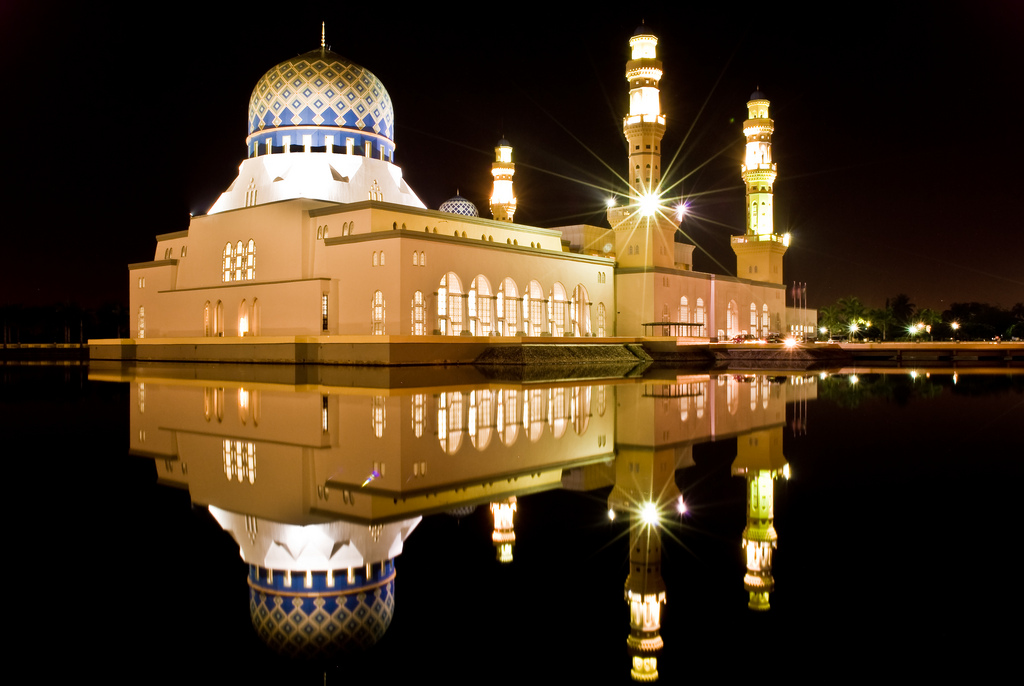
Vue de la mosquée de nuit.
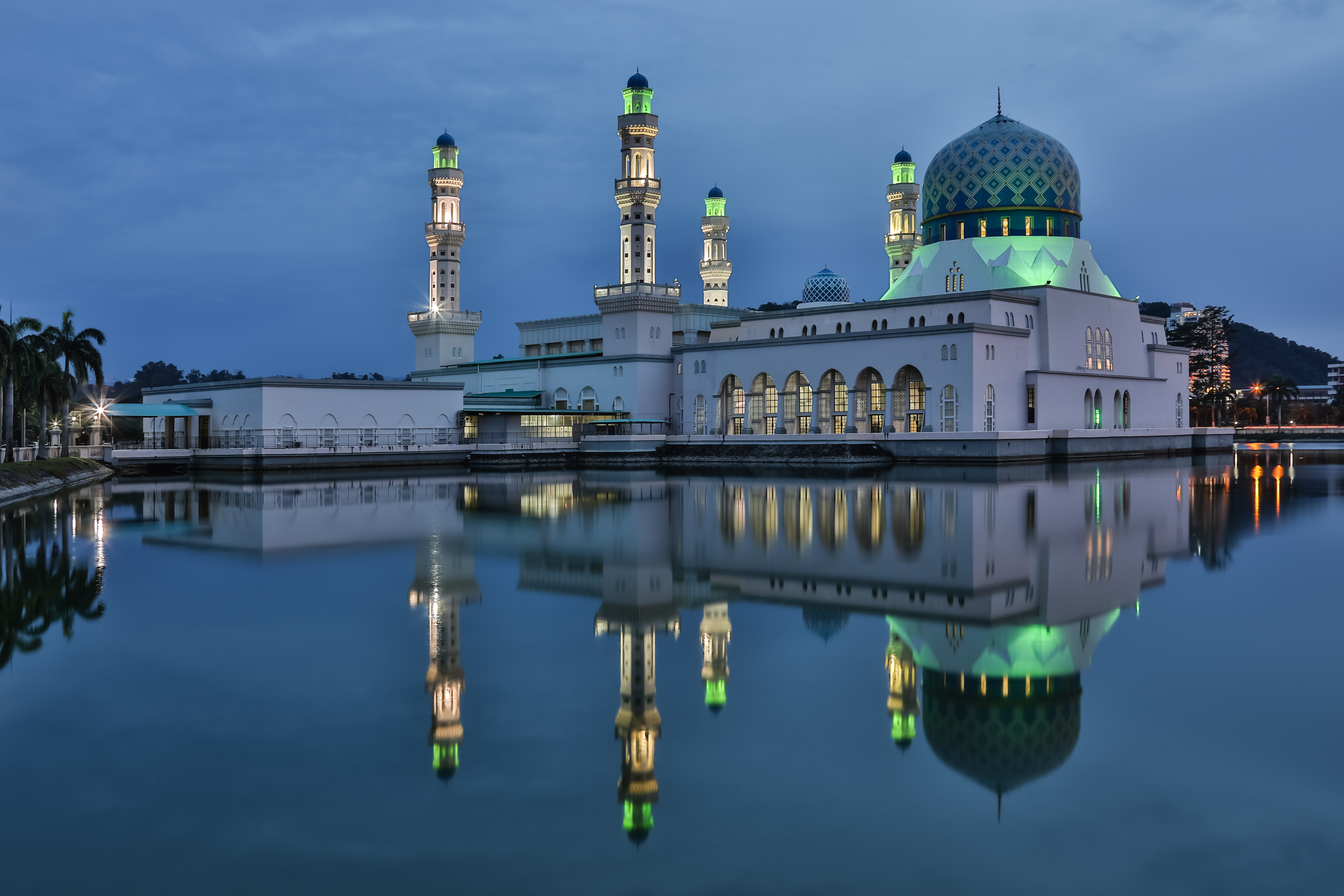
Vue générale de l'ouest.